# Víctor Carretero Rodríguez
Víctor Adolfo Carretero Rodríguez (¿Carmona?, 1896 - Sevilla, julio de 1936) fue un periodista y político socialista español, ejecutado víctima de la represión en la zona franquista durante la Guerra Civil.

## Biografía
Periodista de profesión, trabajó como corresponsal de El Heraldo de Madrid en Sevilla. Desde el final de la dictadura primoriverista fue miembro del Partido Socialista Obrero Español (PSOE) en la agrupación de Sevilla. En las elecciones municipales de 1931 que dieron lugar a la Segunda República, fue elegido concejal del ayuntamiento de Sevilla por el distrito sexto, llegando a ser teniente de alcalde. Ocupó el cargo hasta 1934, cuando fueron cesados los ayuntamientos de la izquierda por el gobierno de la Confederación Española de Derechas Autónomas (CEDA). En las primeras elecciones a Cortes de la República fue candidato no oficial del PSOE al presentarse en una candidatura paralela a la oficial de la conjunción republicano-socialista debido al desacuerdo del PSOE sevillano con la presencia de determinados candidatos próximos a Niceto Alcalá Zamora en la coalición, sin resultar elegido.
Dentro del PSOE fue vocal y vicepresidente de la Federación Socialista de la provincia de Sevilla y miembro de la directiva local, delegado en el Congreso del PSOE en 1932 y representante socialista en la comisión para el estudio de un proyecto de estatuto de autonomía para Andalucía durante la República. En 1933 debió sufrir una campaña de acoso de la derecha y la patronal sevillana al ser acusado falsamente de inducir el asesinato de Pedro Caravaca, presidente de la patronal andaluza (Federación Económica de Andalucía) y antiguo dirigente económico en la dictadura de Primo de Rivera. En las elecciones generales de 1936 fue elegido diputado y, hasta la toma de posesión, ocupó provisionalmente el cargo de diputado provincial. Tras el golpe de Estado de julio de 1936 que dio lugar a la Guerra Civil fue detenido y ejecutado en aplicación del bando de guerra en los primeros días de la sublevación.